# Бурачек Микола Григорович
Мико́ла Григо́рович Бура́чек (16 березня 1871, Летичів — 12 серпня 1942, Харків) — український радянський живописець, сценограф, актор, педагог, письменник, історик мистецтва. Заслужений діяч мистецтв УРСР з 1941 року.

## Біографія
Народився 4 [16] березня 1871 року в містечку Летичеві (нині селище Хмельницького району Хмельницької області, Україна) у сім'ї поштового службовця Григорія Бурачека та домогосподарки Лідії Гродзицької. Незабаром батько отримав посаду поштмейстера у місті Кам'янці-Подільському, куди і переїхала сім'я. Перші уроки малювання дістав від батька.
Навчався в Кам'янець-Подільській чоловічій гімназії, де малювання йому викладав художник Іван Васьков. Після закінчення гімназії 1888 року вступив до Київського університету, але, як учасник студентських заворушень, 1889 року був виключений і висланий до Симбірської губернії. Після повернення мешкав у Києві. Деякий час навчався у Київській рисувальній школі Миколи Мурашка у Миколи Пимоненка і Харитона Платонова.
1890 року повернувся до Кам'янця-Подільського, де, за рекомендацією Марії Савіної, став актором місцевої трупи російської драми. Виступав під псевдонімом Соломін. Зіграв ролі: Расплюєва («Весілля Кречинського» Олександра Сухово-Кобиліна), Нещасливцева («Ліс» Олександра Островського) та інші. Грав у багатьох містах Рязані, Костромі, Мінську, Полтаві, Києві, Харкові. Також брав участь в оформленні театральних постановок, робив ескізи декорацій до п'єс «Влада темряви» Льва Толстого, «Ліс» Олександра Островського, «Затоплений дзвін» Ґергарта Гауптмана та інших вистав. Водночас писав пейзажні етюди, акварелі, роботи олією. У березні 1905 року його пейзажі експонувалися на Першій всеукраїнській виставці українських художників у Львові.
1905 року залишив сцену, почав багато писати і жив коштом літературної праці. Його оповідання, нариси і рецензії охоче друкували газети і журнали, зокрема «Киевская мысль», «Ехо». Цього ж року в Києві познайомився із польським художником Яном Станіславським, який переконав митця здобути ґрунтовну художню освіту і вступити до Краківської академії образотворчих мистецтв. Після смерті Яна Станіславського продовжив навчання у Фердинанда Рущиця. За час навчання побував у Німеччині, Австрії, Італії, Франції, Швейцарії, брав участь у виставках у Кракові та Відні. Протягом 1910—1912 років навчався і працював в Парижі, де відвідував майстерні Анрі Матісса, згодом майстерні Моріса Дені і Поля Серюз'є у Вільній академії мистецтв Поля Рансона. Мешкав на півдні Парижа, на лівому березі Сени в будинку на бульварі Монпарнас, № 43.
З 1912 року знову у Києві. 1914 року став одним з організаторів виставки Київського салону. Протягом 1915—1917 років був членом літературно-мистецького об'єднання «Гурток дев'яти» до якого входили також Лесь Курбас, Юхим Михайлів, Георгій Нарбут, Михайль Семенко, Павло Тичина та інші. У цей же період викладав курс мімодрами у Музично-драматичній школі Миколи Лисенка. Член Товариства київських художників з 1916 року (брав участь у 5-й та 6-й виставках); член Товариства українських художників.
У 1917 році став одним з фундаторів Української академії мистецтв де в перший рік виконував обов'язки президента Академії, викладав, очолював кафедру пейзажу. З 1917 року до початку 1920-х років був членом оргкомітету товариства «Національний зразковий театр», літературно-мистецьких труп «Гроно», «Музагет». У 1918—1921 роках викладав у Київському музично-драматичному інституті імені Миколи Лисенка. У 1920 році очолював роботи по розпису в Будинку селянина в Києві, брав участь у виданні журналу «Мистецтво». У 1921—1924 роках працював шкільним учителем малюнка, режисером і актором аматорських театрів на Уманщині.

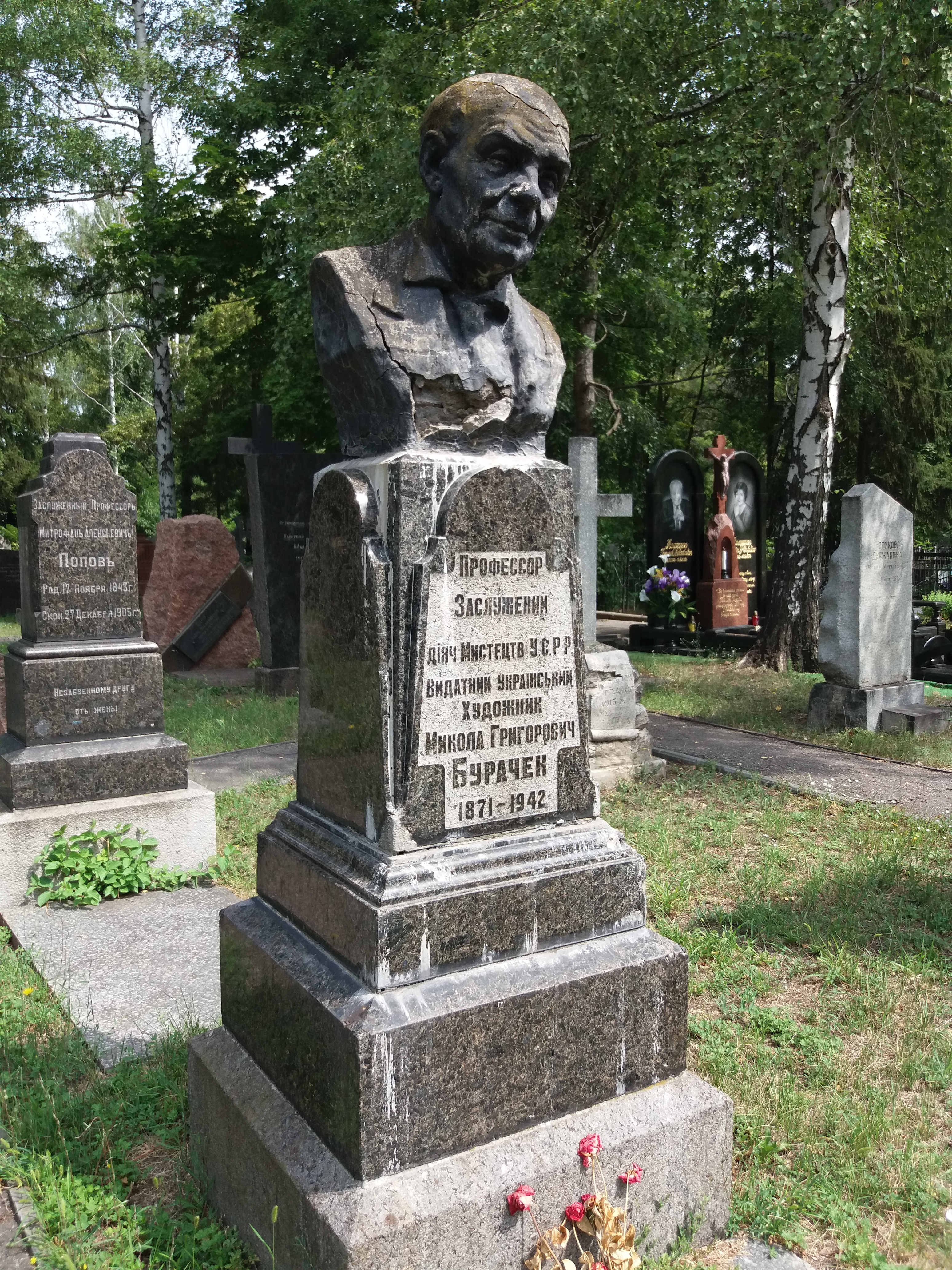
Надгробок.

З 1925 року у Харкові, де протягом 1925—1927 років викладав у Харківському художньому технікумі, у 1927—1931 роках — Харківському художньому інституті (професор з 1927 року); водночас у 1926—1929 роках очолював Центральне бюро працівників мистецтв у Харкові. Один із засновників та у 1925—1932 роках член Асоціації революційного мистецтва України, член Об'єднання сучасних митців України, член Шевченківського комітету, Комітету з увічнення пам'яті Михайла Коцюбинського, бюро Комітету охорони пам'ятників культури. Брав участь в організації, комплектуванні та розробці експозиції музею Тараса Шевченка, 1926 року увійшов до складу Комітету для упорядкування його могили. Виступав зі спогадами-доповідями про Михайла Коцюбинського та Георгія Нарбута. З 1930 року був членом комітету зі спорудження пам'ятника Тарасу Шевченку в Харкові. З 1931 року — науковий співробітник Галереї картин Тараса Шевченка. Був членом ювілейного комітету з відзначення 125-річчя з дня народження Шевченка. Як науковий редактор готував до друку 7-й та 8-й томи мистецької спадщини ювілейного зібрання творів Тараса Шевченка у 10 томах, виходу в світ яких перешкодила німецько-радянська війна. Ініціатор створення музеїв Михайла Коцюбинського в Чернігові та Вінниці, засновник музею Тараса Шевченка в Києві та помічник у формуванні його фондів, насамперед живописної спадщини художника.
Під час війни відмовився від евакуації. Помер від голоду в окупованому Харкові 12 серпня 1942 року. Похований у Харкові на Міському цвинтарі № 13. Надгробний пам'ятник — погруддя роботи скульптора Ольги Кудрявцевої (встановлений у 1954 році).

### Родина
- Дружина — актриса Ольга Михайлівна Тимофієва (взяв шлюб у 1907 році)[3];
- Сини Борис-Жермен (нар. 12 серпня 1911)[3], Герман; дочки Алла (пом. 1911)[3], Надія, Віра;
- Онуки — Ольга Германівна Дюкова, Наталія Германівна Бурачек, Всеволод Германович Бурачек, Микола Юрійович Бурачек, Віталій Емануїлович Керницький, Борис Емануїлович Керницький, Володимир Олексійович Подчекаєв, Алла Олексіївна Подчекаєва (Орловська).

## Учні
- Беклемішева Ірина Михайлівна;
- Бєглий Олександр Федорович;
- Бланк Мойсей Абрамович;
- Врона Іван Іванович;
- Горобець Павло Матвійович;
- Греченко Василь Миколайович;
- Грипак Володимир Олексійович;
- Грипич Костянтин Миколайович;
- Дацкевич Сергій Гнатович;
- Дерегус Михайло Гордійович;
- Добронравов Михайло Миколайович;
- Загальська Ольга Олександрівна;
- Калашников Микола Михайлович;
- Качанов Костянтин Силович;
- Константиновський Олександр Йосипович;
- Кульбак Дмитро Іванович;
- Льготак Любов Антонівна;
- Любимський Олександр Павлович;
- Овчаренко Дмитро Павлович;
- Огнівцев Микола Петрович;
- Пащенко Марія Пилипівна;
- Рибальченко Михайло Андрійович;
- Сергєєва-Соколова Зінаїда Іванівна;
- Смоленський Лібер Бенціонович;
- Сокиринський Григорій Андрійович;
- Супонін Петро Михайлович;
- Чернишов Борис Іванович;
- Шапошников Михайло Олександрович.

## Творчість
Прайював у галузях станкового живопису (писав переважно пейзажі; на початковій стадії творчості проглядалися риси постімпресіонізму, згодом відбувся перехід до імпресіонізму), театрально-декораційного мистецтва, автор праць з історії мистецтв. Живописна спадщина налічує близькл 10 тисяч творів (частина втрачена в роки німецько-радянської війни). Серію картин (понад 30) присвятив місцям, що пов'язані з життям Тараса Шевченка, Михайла Коцюбинського, Антона Чехова. Серед робіт:
Живопис
- «Сутінки» (1890, Запорізький обласний художній музей)[11];
- «Кладовище взимку» (1897);
- «Садиба (Серпень)» (1898);
- «Над ставком» (1898);
- «Вечір на болоті» (1898);
- «На Дніпрі в сутінки» (1898, Київ, приватна колекція)[11];
- «Жорна на березі» (1900-ті, приватна колекція);
- «Пейзаж з деревами» (1900-ті, приватна колекція);
- «У горах взимку» (1908);
- «У Карпатах» (1908);
- «На Дону. Богучар» (1908);
- «На Воронежчині. Богучар» (1909);
- «Хата в Закопаному. Карпати» (1909);
- «Перший сніг» (1909);
- «Струмок у Карпатах» (1910);
- «Веселка» (1910);
- «На Поліссі. Вечір» (1910);
- «Сарай. Полудень» (1910);
- «Давид-городник. Полісся» (1910, Запорізький обласний художній музей)[11];
- «Зима. Алея в саду» (1910, Сумський художній музей)[3];
- «Палац» (1910—1918, Сумський художній музей)[3];
- «Навесні» (1910-ті);
- «Париж. Зима» (1911);
- «Церква Сен-Етьєн у Парижі» (1911, Національний художній музей України)[11];
- «На Сені в Парижі» (1911);
- «Подвір'я взимку» (1911, Національний художній музей України)[11];
- «Узимку. Київ» (1912—1920);
- «Діти. Пляж» (1912);
- «Ґанок узимку» (1912, Національний художній музей України);
- «На городі» (1913);
- «Вечір у сквері» (1913, Національний художній музей України)[8];
- «Полудень» (1913);
- «Київський художньо-промисловий і науковий музей» (1913, приватна колекція)[13];
- «Соняшники» (1914, Національний художній музей України)[11];
- «Осінь у Миргороді» (1915);
- «Луки» (1915);
- «Клуні» (1916);
- «Хата» (1916);
- «Золота осінь» (1916);
- «Зимові сутінки» (1916, Хмельницький обласний художній музей)[14];
- «Натюрморт» (1916, Запорізький обласний художній музей)[15];
- «Дніпро здалеку» (1916, Запорізький обласний художній музей)[15];
- «З балкону» (1917, Запорізький обласний художній музей)[15];
- «Березень» (1917, Харківський художній музей)[8];
- «Вітер у березні» (1917, Харківський художній музей)[16];
- «Восени на Хоролі. Миргород» (1917, Запорізький обласний художній музей)[11];
- «Дахи Софійського собору в Києві» (1917, Національний художній музей України)[11];
- «Зима» (1917);
- «Взимку. Київ» (1920, Запорізький обласний художній музей)[11];
- «Міські дахи» (1920, Національний музей у Львові);
- «Весняний пейзаж» (1922, Полтавський художній музей)[1];
- «Межигір'я» (1922);
- «Сад узимку. Погребище» (1922);
- «Яблуні взимку. Дзюньків» (1922);
- «У серпні. Погребище» (1922);
- «Ставок. Погребище» (1922);
- «Вечір біля ставка. Погребище» (1922);
- «Місячний вечір. Дзюньків» (1922);
- «Старовинна церква. Дзюньків» (1922);
- «Могила Тараса Шевченка в Каневі» (1927);
- «Хата-сторожка на могилі Тараса Шевченка» (1927);
- «Пам'ятник на могилі Тараса Шевченка» (1927);
- «Дніпро з могили Тараса Шевченка» (1927);
- «Біля Чернечої гори» (1927);
- «Хата опівдні. Спека» (1928);
- «Будяки» (1928);
- «Сутінки над Бугом. Вінниця» (1929, Запорізький обласний художній музей)[11];
- «Перед грозою» (1929, Полтавський художній музей)[1];
- серія «Кам'янець-Подільський державний заповідник» (1929—1930);
- «Будинок у Києві, де в 1846 році жив Тарас Шевченко» (1931);
- «Вечір на кар'єрі коло Саборова» (1931);
- «Хуртовина» (1931);
- «Готель біля Могили Тараса Шевченка» (1933);
- «Дніпро. Хмари насуваються» (1934, Національний художній музей України)[11];
- «Ранок на Дніпрі» (1934);
- «Колгоспне жито» (1935, Харківський художній музей)[17];
- «Заповідник. Вечір» (1935, Національний художній музей України)[8];
- «Яблуні в цвіту» (1936, Національний художній музей України)[11];
- «Дорога до колгоспу»[a] (1937; Національний художній музей України)[18];
- «Дорога в околицях Святогірська» (1937);
- «Захід сонця. Біля могили Тараса Шевченка» (1938);
- «Пам'ятник Тарасу Шевченку в Каневі» (1939);
- «Хата в селі Пекарях, де бував Тарас Шевченко» (1939);
- «По дорозі до Тарасової гори» (1940);
- «Дерево» (1941, Полтавський художній музей)[1];
- «Причинна. Реве та стогне Дніпр широкий» (1941, Національний музей Тараса Шевченка)[11].

Персональні виставки його робіт відбулися в Харкові у 1934, 1941 і 1951 роках і Києві у 1936 році.
Оформив вистави
- «По дорозі в казку» Олександра Олеся (1918, Перший український державний театр імені Шевченка, Київ)[5];
- «Маруся Шурай» Івана Микитенка (1934, Харківський державний театр революції)[16];
- «Дай серцю волю, заведе в неволю…» Марка Кропивницького (1936, Харківський драматичний театр)[16];
- «Наймичка» Івана Карпенка-Карого (1937, Донецький український театр імені Артема)[16].

Літературна творчість
- оповідання: «Щиросерді каяття»; «На зміну богам» та інші[12];
- нариси: «Українське малярство Миколи Самокиша» (Харків, 1930); «Олександр Мурашко» (опубліковано у 1983 році)[12];

Мистецтвознавчі роботи
- «Мистецтво у Києві. Думки і факти» // Музагет. 1919. № 1–3;
- «Спогади про Георгія Нарбута» // Бібліологічні вісті. 1927. № 1 (14);
- «Аналіза творчості Сергія Васильківського» // Червоний шлях. — 1928. № 7;
- «Михайло Іванович Жук» // Червоний шлях. — 1929. № 5—6;
- «Шевченко як художник» // Культура і побут [додаток до газети «Вісті»]. 1928. 10 березня;
- «Про портрети Тараса Шевченка» // Культура і побут. 1928. 21 жовтня;
- «Жіночі образи 40-х років в портретному живописі Тараса Шевченка» // Література і мистецтво. 1929. 9 березня;
- «Малюнки Тараса Шевченка» // Знання. 1929. № 5;
- «Галерея малярських творів Шевченка в Харкові» // Літературна газета. 1933. 15 квітня;
- «Моє життя» (Київ, 1937);
- «Великий народний художник: Альбом» (Харків, 1939);
- «Творчий шлях (Шевченко-художник)» // Комуніст. 1939. 6 лютого;
- «Секрет творчості» // Образотворче мистецтво. 1941. № 3;
- «Перші ілюстратори „Кобзаря“» // Київ. 1984. № 3.

Першим визначив достовірність сотень акварелей і картин Тараса Шевченка, склав їх хронологію, систематизував вивчення його образотворчої спадщини.

## Вшанування
- У 1941 році живописний портрет митця написав художник Микола Жеваго[19];
- У травні 2023 року колишній провулок Левітана у Голосіївському районі Києва отримав нову назву на честь Миколи Бурачека[20].

## Виноски
1. ↑  Експонувалася на Всесвітній виставці в Нью-Йорку у 1939 році[8].